# Denis O'Hare
Denis Patrick Seamus O'Hare (Kansas City, 17 gennaio 1962) è un attore statunitense, che lavora in campo teatrale, cinematografico e televisivo; è conosciuto al grande pubblico principalmente per i suoi numerosi ruoli nella serie antologica American Horror Story.

## Biografia
Nato nel Missouri, ma cresciuto nel Michigan, si diploma alla Brother Rice High School e successivamente si laurea presso la scuola di teatro dell'Università Northwestern. Egli vive apertamente la propria omosessualità dagli anni degli studi. Ha origini irlandesi e possiede il passaporto irlandese.
Dopo gli studi ha lavorato assiduamente in teatro, tra l'Inghilterra e gli Stati Uniti, soprattutto nel circuito di Chicago, nel quale ha lavorato 12 anni prima di trasferirsi a New York. Il suo debutto a Broadway avviene nel 1995 nel piéce teatrale Racing Demon.
O'Hare ha vinto un Tony Award come miglior attore per l'interpretazione in Take Me Out di Richard Greenberg. Per la sua interpretazione, caratterizzata da lunghi monologhi, oltre al Tony Award, ha vinto un Drama Desk Award, un Obie Award e molti altri premi. Viene nuovamente candidato al Tony per il suo ruolo nel musical Assassins, e vince un Drama Desk Award come miglior attore nel rivisitazione di Sweet Charity.
Tra le prime esperienze televisive, appare in un episodio de Le avventure del giovane Indiana Jones, successivamente partecipa ad alcuni episodi di 100 Centre Street e Law & Order - I due volti della giustizia, ma acquista una certa visibilità grazie al ruolo di Travis March nella serie televisiva Brothers & Sisters - Segreti di famiglia.
Al cinema appare nel film di Woody Allen Accordi e disaccordi, in seguito recita nei film 21 grammi, La mia vita a Garden State, Derailed - Attrazione letale, A Mighty Heart - Un cuore grande e Michael Clayton.
Dopo aver recitato ne La guerra di Charlie Wilson e nell'horror Quarantena, ottiene delle parti di rilievo nel film Changeling di Clint Eastwood e Milk di Gus Van Sant.
Dopo svariati lavori cinematografici, recita nuovamente per la televisione, partecipando a due episodi di CSI: Miami. Nel 2010 interpreta il ruolo del vampiro Re del Mississippi Russell Edgington nella terza stagione della serie televisiva della HBO True Blood. Dal 2011 entra nel cast di American Horror Story.
Nel 2012 interpreta nuovamente i panni di Russell Edgington nella quinta stagione di True Blood. Nello stesso anno canta e recita nel musical Into the Woods, al fianco di Amy Adams e Donna Murphy. Nel 2022 affianca Naomi Watts nel film Infinite Storm.

### Vita privata
Dopo l'approvazione della legge sui matrimoni omosessuali nello stato di New York, il 28 luglio 2011 l'attore sposa il compagno di lunga data, Hugo Redwood. I due hanno adottato un figlio, Declan.

## Premi e riconoscimenti
Attivo sia in campo teatrale che cinematografico, i premi più importanti ricevuti da Denis O'Hare sono: un Tony Award, un Obie Award, 2 Drama Desk Awards, un Critics' Choice Movie Award, oltre ad aver ricevuto 2 nomination ai Primetime Emmy Awards e ai SAG Awards.
- Critics' Choice Awards
  - 2008 – Miglior cast corale per Milk
- PAAFTJ Television Awards
  - 2012 – Candidatura come miglior cast in una miniserie o film per la televisione per American Horror Story: Murder House
- Phoenix Film Critics Society
  - 2008 – Miglior cast corale per Milk
- Premio Emmy
  - 2012 – Candidatura come miglior attore non protagonista in una miniserie o film per la televisione per American Horror Story: Murder House
  - 2015 – Candidatura come miglior attore non protagonista in una miniserie o film per la televisione per American Horror Story: Freak Show
  - 2017 – Candidatura come miglior attore ospite in una serie drammatica per This Is Us
- Screen Actors Guild Award
  - 2008 – Candidatura come miglior cast corale in un film per Milk
  - 2013 – Candidatura come miglior cast corale in un film per Dallas Buyers Club
  - 2020 – Candidatura come miglior cast corale in una serie televisiva drammatica per Big Little Lies - Piccole grandi bugie

## Filmografia

### Attore

#### Cinema
- Accordi e disaccordi (Sweet and Lowdown), regia di Woody Allen (1999)
- Anniversary Party (The Anniversary Party), regia di Alan Cumming e Jennifer Jason Leigh (2001)
- 21 grammi (21 Grams), regia di Alejandro González Iñárritu (2003)
- La mia vita a Garden State (Garden State), regia di Zach Braff (2004)
- Derailed - Attrazione letale (Derailed), regia di Mikael Håfström (2005)
- Half Nelson, regia di Ryan Fleck (2006)
- Stephanie Daley, regia di Hilary Brougher (2006)
- Rocket Science, regia di Jeffrey Blitz (2007)
- A Mighty Heart - Un cuore grande (A Mighty Heart), regia di Michael Winterbottom (2007)
- Michael Clayton, regia di Tony Gilroy (2007)
- Awake - Anestesia cosciente (Awake), regia di Joby Harold (2007)
- La guerra di Charlie Wilson (Charlie Wilson's War), regia di Mike Nichols (2007)
- Pretty Bird - La vera storia del Jet Pack! (Pretty Bird), regia di Paul Schneider (2008)
- Quarantena (Quarantine), regia di John Erick Dowdle (2008)
- Baby Mama, regia di Michael McCullers (2008)
- Changeling, regia di Clint Eastwood (2008)
- Milk, regia di Gus Van Sant (2008)
- An Englishman in New York, regia di Richard Laxton (2008)
- Duplicity, regia di Tony Gilroy (2009)
- Ricatto d'amore (The Proposal), regia di Anne Fletcher (2009)
- Brief Interviews with Hideous Men, regia di John Krasinski (2009)
- Fuori controllo (Edge of Darkness), regia di Martin Campbell (2010)
- The Eagle, regia di Kevin Macdonald (2011)
- J. Edgar, regia di Clint Eastwood (2011)
- C.O.G., regia di Kyle Patrick Alvarez (2013)
- Dallas Buyers Club, regia di Jean-Marc Vallée (2013)
- The Judge, regia di David Dobkin (2014)
- The Town That Dreaded Sundown, regia di Alfonso Gomez-Rejon (2014)
- La piramide (The Pyramid), regia di Grégory Levasseur (2014)
- Io, Dio e Bin Laden (Army of One), regia di Larry Charles (2016)
- La scelta (Novitiate), regia di Maggie Betts (2017)
- L'ultimo brindisi (The Parting Glass), regia di Stephen Moyer (2018)
- E poi c'è Katherine (Late Night), regia di Nisha Ganatra (2019)
- Il cardellino (The Goldfinch), regia di John Crowley (2019)
- Verrà il giorno... (The Day Shall Come), regia di Chris Morris (2019)
- Swallow, regia di Carlo Mirabella-Davis (2019)
- Imprevisti digitali (Effacer l'historique), regia di Benoît Delépine e Gustave Kervern (2020)
- Cartoline di morte (The Postcard Killings), regia di Danis Tanović (2020)
- Infinite Storm, regia di Małgorzata Szumowska e Michał Englert (2022)
- A Quiet Place - Giorno 1 (A Quiet Place: Day One), regia di Michael Sarnoski (2024)
- Largo Winch - Il prezzo del denaro (Largo Winch: Le prix de l'argent), regia di Olivier Masset-Depasse (2024)

#### Televisione
- 100 Centre Street – serie TV, episodi 2x01-2x12-2x13 (2001-2002)
- Law & Order - I due volti della giustizia (Law & Order) – serie TV, 4 episodi (1993-2003)
- Law & Order - Unità vittime speciali (Law & Order: Special Victims Unit) – serie TV, 2 episodi (2000-2013)
- C'era una volta una principessa (Once Upon a Mattress), regia di Kathleen Marshall – film TV (2005)
- CSI - Scena del crimine (CSI: Crime Scene Investigation) – serie TV, episodio 8x06 (2007)
- Brothers & Sisters - Segreti di famiglia (Brothers & Sisters) – serie TV, 12 episodi (2007-2009)
- Law & Order: Criminal Intent – serie TV, episodio 7x21 (2008)
- Bored to Death - Investigatore per noia (Bored to Death) – serie TV, 1 episodio (2009)
- CSI: Miami – serie TV, episodi 8x01-8x11-8x14 (2009-2010)
- True Blood – serie TV, 20 episodi (2010-2012)
- The Good Wife – serie TV, 7 episodi (2009-2013)
- American Horror Story – serie TV, 70 episodi (2011-in corso)
- The Normal Heart, regia di Ryan Murphy – film TV (2014)
- Banshee - La città del male (Banshee) – serie TV, 1 episodio (2015)
- This Is Us – serie TV, 1 episodio (2016)
- RuPaul's Drag Race – reality show, episodio 9x06 (2017)
- When We Rise – miniserie TV, episodio 1x01 (2017)
- The Good Fight – serie TV, episodio 1x02-2x02 (2017-2018)
- Big Little Lies - Piccole grandi bugie (Big Little Lies) – serie TV, 4 episodi (2019)
- Dr. Seuss' The Grinch Musical Live! – film TV (2020)
- American Gods – serie TV, 2 episodi (2021)
- The Nevers – serie TV, 10 episodi (2021-2023)
- American Horror Stories – serie TV, 1 episodio (2022)
- Evil – serie TV, episodi 4x13-4x14 (2024)

### Sceneggiatore
- L'ultimo brindisi (The Parting Glass), regia di Stephen Moyer (2018)

### Produttore
- L'ultimo brindisi (The Parting Glass), regia di Stephen Moyer (2018)

## Teatro (parziale)
- Dancing at Lughnasa di Brian Friel, regia di Kyle Donnelly. Goodman Theatre di Chicago (1993)
- Racing Demon di David Hare, regia di Richard Eyre. Lincoln Center di Broadway (1995)
- Cabaret, libretto di Joe Masteroff, testi di Fred Ebb, colonna sonora di John Kander, regia di Alan Cumming. Studio 54 di Broadway (1998)
- Macbeth di William Shakespeare, regia di Michael Wilson. Hartford Stage di Hartford (2000)
- Il maggiore Barbara di George Bernard Shaw, regia di Daniel J. Sullivan. American Airlines Theatre di Broadway (2001)
- Elena di Euripide, regia di Tony Kushner. Public Theater dell'Off-Broadway (2002)
- Take Me Out di Richard Greenberg, regia di Joe Mantello. Donmar Warehouse di Londra, Public Theater dell'Off-Broadway (2002), Walter Kerr Theatre di Broadway (2003)
- Assassins, libretto di John Weidman, colonna sonora di Stephen Sondheim, regia di Joe Mantello. Studio 54 di Broadway (2004)
- Sweet Charity, libretto di Neil Simon, testi di Dorothy Fields, colonna sonora di Cy Coleman, regia di Walter Bobbie. Al Hirschfeld Theatre di Broadway (2006)
- Zio Vanja di Anton Čechov, regia di Austin Pendleton. Classic Stage Company dell'Off-Broadway (2009)
- Into the Woods, libretto e regia di James Lapine, colonna sonora di Stephen Sondheim. Delacorte Theater dell'Off-Broadway (2012)
- Il Tartuffo di Molière, regia di Blanche McIntyre. National Theatre di Londra (2019)
- Here We Are, libretto di David Ives, colonna sonora di Stephen Sondheim, regia di Joe Mantello. The Shed dell'Off-Broadway (2023), National Theatre di Londra (2025)

## Doppiatori italiani
Nelle versioni in italiano delle opere in cui ha recitato, Denis O'Hare è stato doppiato da:
- Luca Dal Fabbro in The Eagle, The Good Wife, American Horror Story, The Good Fight, Law & Order - Unità vittime speciali (ep. 14x10), Io, Dio e Bin Laden, American Gods, American Horror Stories
- Oliviero Dinelli in A Mighty Heart - Un cuore grande, Quarantena, CSI: Miami, J. Edgar, Il cardellino
- Vladimiro Conti in Michael Clayton, La guerra di Charlie Wilson, The Judge, Private Life, Verrà il giorno...
- Pasquale Anselmo ne La mia vita a Garden State, Changeling, Duplicity, Big Little Lies - Piccole grandi bugie
- Giorgio Locuratolo in Brothers & Sisters - Segreti di famiglia, Pretty Bird - La vera storia del Jet Pack!, Baby Mama, True Blood
- Mino Caprio in CSI - Scena del crimine, Fuori controllo, Law & Order - Unità vittime speciali (ep. 1x16)
- Danilo De Girolamo in C'era una volta una principessa, Ricatto d'amore
- Franco Mannella in Dallas Buyers Club, The Nevers
- Sergio Lucchetti in Derailed - Attrazione letale, The Normal Heart
- Ambrogio Colombo in Infinite Storm, Largo Winch - Il prezzo del denaro
- Sergio Di Giulio in Law & Order - I due volti della giustizia (ep. 4x02)
- Massimo Lodolo in Law & Order - I due volti della giustizia (ep. 6x21, 8x05)
- Antonio Palumbo in Anniversary Party
- Donato Sbodio in Swallow
- Eric Alexander in Imprevisti digitali
- Francesco Prando in Milk
- Marco Mete ne La piramide
- Oliviero Corbetta in Law & Order - Criminal Intent
- Oreste Baldini in E poi c'è Katherine
- Roberto Accornero in The Town That Dreaded Sundown
- Vittorio Guerrieri in Banshee - La città del male
- Alessio Cerchi in This Is Us
- Marco Balzarotti in Cartoline di morte